# Франц Рейшель
Франц Рейшель (фр. François (Frantz) Étienne Reichel, Франсуа Етьєн Рейшель;  16 березня 1871, Париж — 24 березня 1932, Париж) — французький регбіст і легкоатлет, чемпіон літніх Олімпійських ігор 1900 року. Один із засновників і перший президент Міжнародної Асоціації Спортивної Преси в 1924—1932 роках. 

## Спортивна кар'єра

### Регбі
Під час кар'єри репрезентував клуби Неуілли і Космополітен. Найбільші перемоги відніс разом з клубом "Рейсінг 92",з яким здобув титул чемпіона Франції в 1892 і 1900 роках, а також виступив в фіналі в 1893 році. В 1953 році став капітаном першої французької дружини, який заграв на Британськіх островах. В 1904 році перейшов до СЦУФ, де займав позицію капітана команди в 1905-1907 роках, а в 1908 році закінчив свою спортивну кар'єру. Час від часу грав ще під час товариських матчів, а в 20-тих роках грав в команді ветеранів СЦУФ.
Разом із іншими паризькими спортсменами взяв участь у змаганнях з регбі на літніх Олімпійських іграх 1900. Виступив у двох змаганнях, коли 14 жовтня команда Франції отримала перемогу над Німеччиною з рахунком 27:17. Два тижні пізніше, вони здобули перемогу над Великою Британією з рахунком 27:8. Вигравши ці два найважливіші поєдинки, Франція отримала золоту медаль.
Він є одним із трьох почесних представників Франції (Франц Рейшель, Анрі Аман, Луї Деде).

### Легка атлетика
Будучи легкоатлетом, Франц Рейшель в 1890 році став чемпіоном Франції в змаганнях з бігу на 110 метрів з перешкодами. В 1893 році став чемпіоном в спортивній ходьбі на 1 кілометр і здобув срібло в бігу на 400 метрів. Франц повторив свій рекорд в 1894 році в бігу з перешкодами.  
Разом із іншими спортсменами взяв участь у змаганнях з бігу з перешкодами на 400 метрів і 100 метрів на літніх Олімпійських іграх 1900. В першому з них він відпав в самому початку(під час елімінацій), а в другому випадку авансував до фіналу, хоча і не виступив в ним. 

### Інші зацікавлення
Франц Рейшель не тільки був легкоатлетом і регбістом. Він також займався фехтуванням, боротьбою і гімнастикою. Любив їздити кінно, цікавився спортивними перегонками.
Як боксер змагався з Франком Ерне, потім працював арбітром  (був суддею під час поєдинку Джо Джеанетте з Джорджом Карпентьєром.

## Спортивний діяч
Будучи ще в школі, Франц Рейшель створив Спортивне Товариство. Він також був одним із ініціаторів повстання Французької Футбольної Федерації, а також і заступником директора. В 1903 році, створив Французьку Федерацію з Боксу, де зайняв позицію головного секретаря.
Франц Рейшель також займав позицію директора Французької та Міжнародної Федерації Хокею на траві. В 1923 році створив Міжнародну Федерацію Бобслея і Скелетона, а рік пізніше зорганізував у власному дому зустріч Французької Федерації Баскетболу і Софтболу, на якому був вибраний віце директором.
Рейшель був також секретарем УCFCA і Міжнародного Олімпійського Комітету, а також генеральним секретарем і спортивним комісаром літніх Олімпійських ігор 1924.
В 1925 році працював головним виконавчим директором Спортивного Клубу Франції (СЦУФ), де займався секцією регбі від 1904-1919.
В 1913-1914 роках був одним з членів міжнародної асоціації легкоатлетичних федерацій, а в 1928 році отримав відзнаку Ветеран Пін (Veteran Pin).

## Журналіст і автор
Співпрацював з Sports Athlétiques, l’Avenir, L'Auto, Le Vélo, Le Monde sportif, L'Auto-Vélo, Le Sport illustré; створив і керував спортивною колонкою Ле фігаро, був також автором інших публікацій. Для Le Vélo приготував рапорт з літніх Олімпійських ігор 1896,  для l’Avenir i L'Auto рапорт з літніх Олімпійських ігор 1924.
Разом із батьком співпрацював з П'єром де Кубертеном, а Франц зорганізував обслугу преси під час конгресу в Сорбоні, який активував Олімпійські ігри.
В 1921 році створив Syndicat de la presse sportive et touristique, а три роки пізніше Association International de la Presse Sportive.